# Фантастичні діти
«Фантастичні діти» (англ. Fantastikids) — філіппінський телесеріал у серіалі фентезі, створений для телеканалу GMA Network. Режисери — Джун Лана та Зорен Легаспі. Серіал виходив з 6 травня по 9 грудня 2006 року.

## Сюжет
Деніел, Діана та Дон-Дон — звичайні діти, які живуть буденним життям. Потайки від цих дітей, їх мати, Мелінда, є хранителем загадкової коробки, в якій упродовж багатьох століть був ув'язнений злий дух на ім'я Армана. Після того, як Мелінда жертвує своїм власним життям, щоб врятувати своїх дітей … перед смертю вона довіряє коробку двом братам та сестрі із застереженням, щоб у жодному разі та ніколи її не відкривали. Але одного разу хтось таки відкриває цю коробку й злий дух Армана опиняється на свободі, й починає оволодівати людьми для здійснення своїх злих планів.
Тим часом Деніель, Діан та Дон-Дон зустрічають Манга Домменга, таємничого рятівника. Манг Думенг допоможе братам виявити та розвинути свої власні сили, щоб допомогти врятувати світ від нещадного Армани.

## У ролях

### Головні герої
| Актор            | Роль    |
| ---------------- | ------- |
| Маркі Сіело      | Деніел  |
| Ізабелла Де Леон | Діана   |
| Бі Джей Форбс    | Дон-Дон |

### Другорядні персонажі
| Актор            | Роль         |
| ---------------- | ------------ |
| Глайза де Кастро | Хоні         |
| Сенді Андолонг   | Мелінда      |
| Мелані Маркес    | Лусіла       |
| Бодже Паскуа     | Манг Домменг |
| Паулу Контіс     | Річард       |
| Джекі Ріс        | Принцеса     |
| Франсін Прієто   | Армана       |
| Різа Кенон       | Аннабель     |
| Домінік Роко     | Богс         |
| Феліс Роко       | Атой         |
| Джастін Росана   | Вена         |
| Венгі Лабалан    | Бебанг       |